# Hullahalli, Mandya
Hullahalli là một làng thuộc tehsil Mandya, huyện Mandya, bang Karnataka, Ấn Độ.